# Аларілья
Аларілья (ісп. Alarilla) — муніципалітет в Іспанії, у складі автономної спільноти Кастилія-Ла-Манча, у провінції Гвадалахара. Населення — 133 особи (2010).
Муніципалітет розташований на відстані близько 70 км на північний схід від Мадрида, 24 км на північ від Гвадалахари.

## Демографія
Динаміка населення (INE ):

## Галерея зображень

Розташування муніципалітету у провінції Гвадалахара